# Strephonota elika
Strephonota elika is een vlinder uit de familie van de Lycaenidae. De wetenschappelijke naam van de soort is voor het eerst geldig gepubliceerd in 1867 door William Chapman Hewitson. De soort komt voor in het zuiden van Brazilië.